# دوسو جوزف
دوسو جوزف (انگلیسی: Dosu Joseph؛ زادهٔ ۱۹ ژوئن ۱۹۷۳) بازیکن سابق و مربی فوتبال اهل نیجریه است.
از باشگاه‌هایی که در آن بازی کرده‌است می‌توان به باشگاه فوتبال رجانا اشاره کرد.